# Álex Adames
José Alexander Adames Chacón (Caracas, Venezuela, 28 de septiembre de 1982), conocido como Álex Adames, es un actor de televisión, teatro y cine y  modelo colombiano. Ha participado con personajes de reparto principal en producciones como La Ronca de Oro, La niña y La Nocturna de Caracol Televisión.

## Biografía
Nació en Cali (Colombia) donde estudió su primaria y el bachillerato en La Academia Militar General José María Cabal. Vivió algunos años en Caracas, Venezuela debido a que su padre trabajaba en una empresa de ese país y luego se devolvieron a Colombia.  Completó cuatro semestres de comunicación social y periodismo en la Universidad Autónoma de Occidente en Cali hasta que se dio cuenta de que la actuación era su pasión y decidió empezar a formarse como actor en el año (2003) en la ciudad de Cali, luego de cursar sus estudios en esta academia envía su hoja de vida actoral a Colombiana de Televisión, productora encargada de realizar el programa Padres e Hijos, en el cual es llamado para interpretar su primer personaje en la pantalla chica, en 2005.
Después de haber hecho su debut en "Padres e Hijos" en Bogotá, se regresa a Cali, donde recibe una llamada para realizar la grabación de un reality llamado “Buscando Estrellas” del canal Caracol, en el cual quedó entre los cuatro finalistas del grupo masculino. Finalmente se radica en Bogotá donde inició a hacer talleres con jefes de casting y maestros de actuación. Se abrió paso en la televisión en comerciales y con personajes en producciones como Así es La Vida de RCN, El Zorro: la espada y la rosa, Victoria, El Clon y personajes más relevantes como en Bella Calamidades, Chepe Fortuna, Doña Bella y Tres Milagros, novela en la cual interpretó a "Salomón" y tuvo más reconocimiento por los televidentes.
Es reconocido por su estado y entrenamiento físico, es amante de los deportes ya que inicialmente uno de sus sueños era ser futbolista y a los 14 años llegó a ser físico-culturista. Actualmente practica deportes como tenis y fútbol. Entrena dos veces a la semana TRX, Fitbox con el entrenador colombiano AlexFitbox. Es cristiano.  
En 2021 se casó con la actriz Luz del Sol Neisa.

## Carrera
Debutó en Padres e hijos en 2005 y ha sido partícipe de distintas producciones como El Zorro: la espada y la rosa, en el 2007 y Así es la Vida. En 2010 participó en series de televisión como El Clon y Bellas Calamidades.
En 2007 dio su primera aparición en el cine en la película colombiana llamada La sucursal del cielo, grabada en Cali  y Bogotá.
Entre 2011 y 2012 participó en las novelas Chepe Fortuna, Doña Bella y Tres Milagros. 
Saltó a la fama en 2014 por su interpretación del personaje “Efraín” en La ronca de oro, en este mismo año hizo su aparición en distintas producciones con personajes de reparto como en Doctor Mata interpretando a “Rubén Darío”, en Fugitivos, serie en la que interpretó al "Teniente Torres", en la serie La Viuda Negra, interpretando a “Poncho” y en Niche como el “Capitán Cabal”, novela que finalizó en marzo del 2015.
En el 2015 interpreta a un mafioso al que le dicen “El Mexicano” en la película llamada Urbana dirigida por Mike Niche. Fue grabada en Cali, Panamá, Bogotá y Nueva York.
En el 2015 participó en la grabación de la novela Anónima, producción de Teleset para RCN a interpretando al "Mayor Gómez".
Las producciones más recientes en las que ha participado con personajes de reparto principal son La niña (2016) y La Nocturna (2017) de Caracol Televisión
En el 2019 protagonizó la película Pueblo de Cenizas, que se estrenó en las salas de cine.

## Estudios realizados
Alex es tecnólogo en actuación, graduado en el Sena y RCN Crea. Tiene un diplomado en dirección y producción de cine y televisión en la Universitec de Colombia. Estudió en la academia Stella Adler de Los Ángeles, California Estados Unidos.

## Filmografía

### Televisión
| Año       | Título                        | Personaje                  | Canal              |
| --------- | ----------------------------- | -------------------------- | ------------------ |
| 2023      | Los medallistas               | Sebastián Franco           | Caracol Televisión |
| 2022      | Pasión de gavilanes           | Adán Morales               | Telemundo          |
| 2020      | El general naranjo            |                            | Fox Premium        |
| 2017      | Infieles                      | Ramón "Alicate"            | Canal 1            |
| 2017      | La Nocturna                   | Rafael Linares Quesada     | Caracol Televisión |
| 2016      | La niña                       | Abogado Felipe             | Caracol Televisión |
| 2015-2016 | Anónima                       | Mayor Gómez                | Canal RCN          |
| 2015      | Mujeres al limite             | Ep: la caja registradora   | Caracol Televisión |
| 2014-2015 | Niche                         | Capitán Cabal              | Caracol Televisión |
| 2014      | Fugitivos                     | Teniente Torres            | Caracol Televisión |
| 2014      | Dr. Mata                      | Rubén Darío                | Canal RCN          |
| 2014      | La ronca de oro               | Efraín Vargas              | Caracol Televisión |
| 2014      | La viuda negra                | Pancho                     | UniMás             |
| 2011-2012 | Tres Milagros                 | Salomon                    | Canal RCN          |
| 2010-2011 | Chepe Fortuna                 | Juan Camilo                | Canal RCN          |
| 2010      | Bella Calamidades             | Luis                       | Telemundo          |
| 2010      | El clon                       | Amante                     | Telemundo          |
| 2009-2010 | Niños ricos, pobres padres    | Antonio                    | Telemundo          |
| 2007      | Victoria                      | Actuación especial         | Telemundo          |
| 2007      | El Zorro: la espada y la rosa | Soldado de la Guardia Real | Telemundo          |
| 2006      | Asi es la vida                | Ep: Hijo de tigre          | Canal RCN          |
| 2005-2006 | Padres e hijos                |                            | Caracol Televisión |

## Reality
| Año  | Título           | Rol          | Canal     |
| ---- | ---------------- | ------------ | --------- |
| 2019 | Reto 4 elementos | Participante | Canal RCN |

## Cine
| Año  | Título                   | Personaje        | Notas                                              |
| ---- | ------------------------ | ---------------- | -------------------------------------------------- |
| 2019 | Pueblos de cenizas       |                  |                                                    |
| 2015 | Urbana                   | Mafioso mexicano | Mike Niche                                         |
| 2011 | De las armas a las Almas | Felix            | mediometraje en Cali - productores estadounidenses |
| 2008 | Viviendo a dos tiempos   |                  | Película                                           |
| 2007 | La sucursal del cielo    | Pocho            | Película Colombiana                                |

## Premios y nominaciones
En el año 2015, estuvo nominado a los Premios TV y Novelas en la categoría "actor de reparto favorito de serie" por su personaje "Efraín" en la Ronca de Oro y prenominado a los mismos premios por su personaje del "Teniente Torres" en la serie Fugitivos.
En 2014 fue nominado como uno de los “Yogurazos” de La Revista Vea, edición de la revista que reúne a los mejores cuerpos masculinos de la televisión y farándula colombiana, en la que finalmente quedó en el segundo puesto.
En 2015 nuevamente se encuentra nominado como uno de los “Yogurazos” de la Revista Vea.